# 俄罗斯—欧盟关系

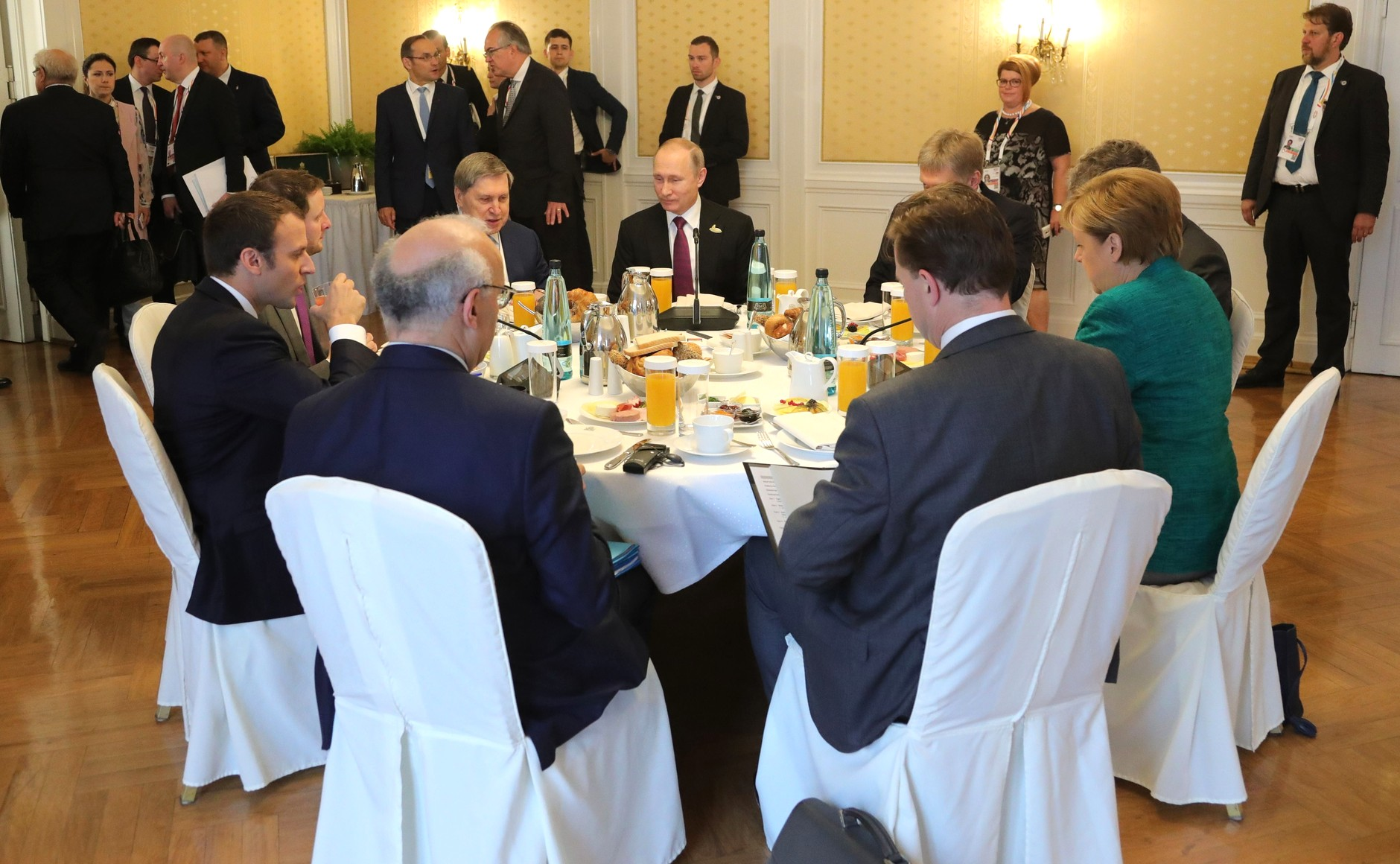
歐盟領袖法國總統埃馬紐埃爾·馬克龍及德國總理安格拉·默克爾2017年7月與俄羅斯總統弗拉基米爾·普京在德國漢堡會面

俄羅斯－歐盟關係是歐洲聯盟與東面最大的鄰國俄羅斯之間的國際關係。歐盟各成員國與俄羅斯的關係各有不同。最新的歐盟 - 俄羅斯戰略夥伴關係在2011年簽署，但是俄羅斯合併克里米亞和頓巴斯戰爭以後2015年遭到歐洲議會的挑戰。
2019年起，歐盟當中的申根區國家，宣佈拒絕承認於克里米亞或頓巴斯俄佔地區簽發的俄羅斯護照，相關持照人亦不得入境或過境申根區內所有國家。
2021年2月俄罗斯政府驱逐瑞典、波兰和德国驻俄外交机构相关人员。2021年4月30日，俄罗斯外交部禁止8名欧盟及其成员国官员入境俄罗斯，其中包括欧洲议会议长萨索利。2022年1月28日，俄羅斯擴大禁止進入俄羅斯境內的歐盟成員國和機構代表名單，涉及個別歐洲私人軍事服務公司負責人以及部分歐盟成員國的執法機構、立法和行政機關代表。
2022年4月，歐盟驅逐19名俄羅斯外交官。俄羅斯則驅逐18名歐盟外交官。
2022年8月31日，欧盟決定不再對俄羅斯公民简化签证发放程序。2023年1月18日，俄罗斯外交部以作为对欧盟不友好行为的回应為由決定扩大禁止入境俄罗斯的欧洲机构和欧盟成员国人士名单。
2023年2月24日，欧盟通过第十轮对俄罗斯制裁方案。此轮制裁将涉及100余个个人和实体，包括俄方军事、政治和宣传人员。制裁内容包括价值超过110亿欧元的出口禁令，以及进一步限制军民两用产品和高科技产品出口。欧方建议对47种可用于俄罗斯武器系统（包括无人机、导弹、直升机）的新型电子元件进行管控。

## 經濟
俄羅斯天然氣有三到四成供應至歐洲。